# Martyrs de Lyon

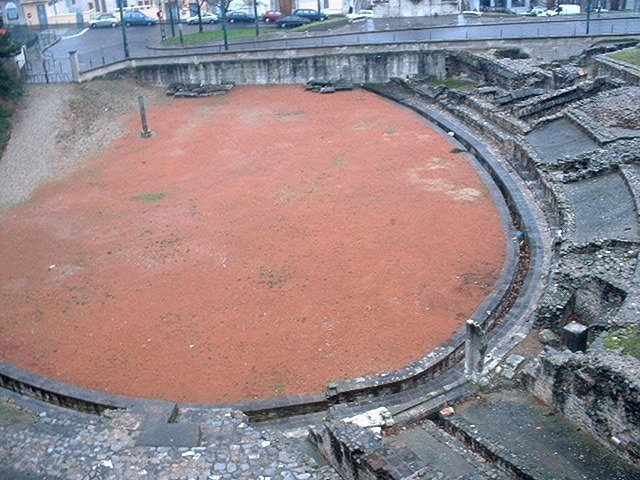
L'amphithéâtre des trois Gaules. Au fond, on voit le poteau placé à l’époque moderne en évocation des martyrs.

Les martyrs de Lyon sont un groupe de chrétiens qui ont subi le martyre à Lugdunum (Lyon) en 177. Ils sont fêtés le 2 juin. 
C'est le premier groupe de chrétiens connu en Gaule.

## Le contexte historique
Pour un article plus général, voir Persécutions des chrétiens sous l'empire romain.
Vers 177, le christianisme est une religion non reconnue des autorités (religio illicita), bien que plus ou moins tolérée dans les faits. Il est essentiellement implanté dans les villes de la partie orientale de l’Empire romain.
Le christianisme est persécuté par les autorités romaines de façon sporadique et non systématique, en des répressions localisées à une cité et pendant un bref laps de temps.
La précédente persécution notable – mise en avant par l'histoire canonique – est localisée en Bithynie et date de Trajan (règne de 98 à 117). À cette occasion, Trajan prescrit de ne pas rechercher les chrétiens, sauf sur dénonciation, laquelle ne peut être anonyme. Les chrétiens sont passibles de la peine capitale s’ils n'abjurent pas leur foi. Selon Marie-Françoise Baslez, les communautés chrétiennes des deux premiers siècles vivent ainsi dans ce qu'elle qualifie de « climat d'insécurité permanent ».
Vers les années 170, un mouvement chrétien radical apparu en Phrygie, le montanisme, prophétise la fin du monde, prône l’ascétisme et le martyre et se diffuse en Asie romaine. Les controverses chrétiennes contre le montanisme se développent en Asie, mais n'ont à l'époque pas encore abouti à le déclarer hérétique.
Simultanément, les menaces barbares sur les frontières tendent la situation politique : en 167-169, puis en 175-180, les chrétiens refusent de participer aux cérémonies religieuses officielles de soutien à l'Empire demandées par Marc Aurèle.

## Lyon en 177
À cette époque, Lyon ou plus exactement Lugdunum est une colonie romaine, capitale de la province de Gaule lyonnaise, voisine du siège du Sanctuaire fédéral des Trois Gaules dédié au culte officiel à Rome et Auguste, célébré par les représentants des villes gauloises.
La population cosmopolite de l'agglomération mêle les Gallo-romains locaux et les vétérans des armées aux immigrés, commerçants, esclaves et affranchis, attirés par l'activité économique, amenant leurs cultes et leurs dieux. Des cultes d’origine orientale sont bien implantés à Lugdunum, comme celui de Cybèle, attesté par des autels tauroboliques (à tête de taureau), ou celui de Dionysos, attesté par des sarcophages décorés de thèmes dionysiaques.
À l'époque, le christianisme, plutôt méconnu, est souvent assimilé à la religion juive ou considéré comme une nouvelle branche du judaïsme.

## Les sources documentaires
Les martyrs de Lyon sont connus par l’historien Eusèbe de Césarée (vers 260, vers 339) qui cite dans le Ve livre de son Histoire ecclésiastique une lettre « des Églises de Lyon et de Vienne aux Églises d’Asie et de Phrygie ». Eusèbe reprend de larges passages de cette lettre, mais n'en mentionne pas l’auteur, que la tradition identifie comme Irénée de Lyon, membre du groupe des chrétiens de Lyon et ayant échappé à la persécution. Cet auteur est connu pour d’autres écrits, et est cité par Eusèbe un peu plus loin dans l’Histoire ecclésiastique. Remarquons néanmoins qu'Eusèbe cite nommément ses sources chaque fois qu'il peut le faire, l'attribution à Irénée est donc une extrapolation de son texte. Par simplification, le présent article mentionne donc cette source sous le terme de « la lettre ».
Eusèbe place les événements dans la 17e année de règne d'Antoninus Verus, et lors de  l'élection d’Éleuthère comme évêque de Rome. Si la première indication est l'année 177 sous Marc Aurèle, la seconde pose un problème, car elle contredit la date de 177 : l'élection d’Éleuthère est datée de 175. Toutefois cette date a été déduite par un calcul à rebours des durées des épiscopats à Rome depuis le troisième siècle. Ces durées étaient indiquées en années, donc arrondies, ce qui a pu induire par addition des durées successives un biais entre les chronologies. L'archéologue lyonnais Amable Audin donne un argument en faveur de 177 : un rescrit de Marc Aurèle et de Commode trouvé en Espagne répond à la demande des prêtres responsables du culte impérial des Trois Gaules et autorise ces prêtres à acheter aux autorités des condamnés de droit commun, pour les mettre à mort en remplacement des coûteux combats de gladiateurs. Ce rescrit est postérieur à l'association de Commode au trône impérial, fin 176. Les exécutions de chrétiens lors de la célébration du culte de Rome et d’Auguste, ne peuvent donc selon Amable Audin se situer en 175.
On peut trouver la traduction complète du texte d'Eusèbe à partir de la bibliographie ci-dessous. Il convient pour la lecture intégrale de cette source de garder en mémoire que les auteurs antiques remaniaient parfois les textes ou discours qu’ils citaient, pour en améliorer l’effet littéraire et l’impact sur le lecteur. De surcroît les copistes successifs des manuscrits antiques ajoutaient parfois leurs commentaires, dans la même optique d’effet sur le lecteur.
Ces pratiques littéraires appliquées aux textes relatifs aux martyrs expliquent la mention fréquente dans les développements hagiographiques postérieurs, de prodiges tels que l’odeur suave émanant des corps martyrisés, ou dans le cas des martyrs de Lyon, de guérison miraculeuse des blessures de Sanctus lors d’une seconde séance de tortures.
Enfin Eusèbe désigne fréquemment les martyrs sous les mots de « athlètes » ou « lutteurs », combattant dans l’amphithéâtre contre les ennemis de leur foi.

## Le récit des martyrs de Lyon

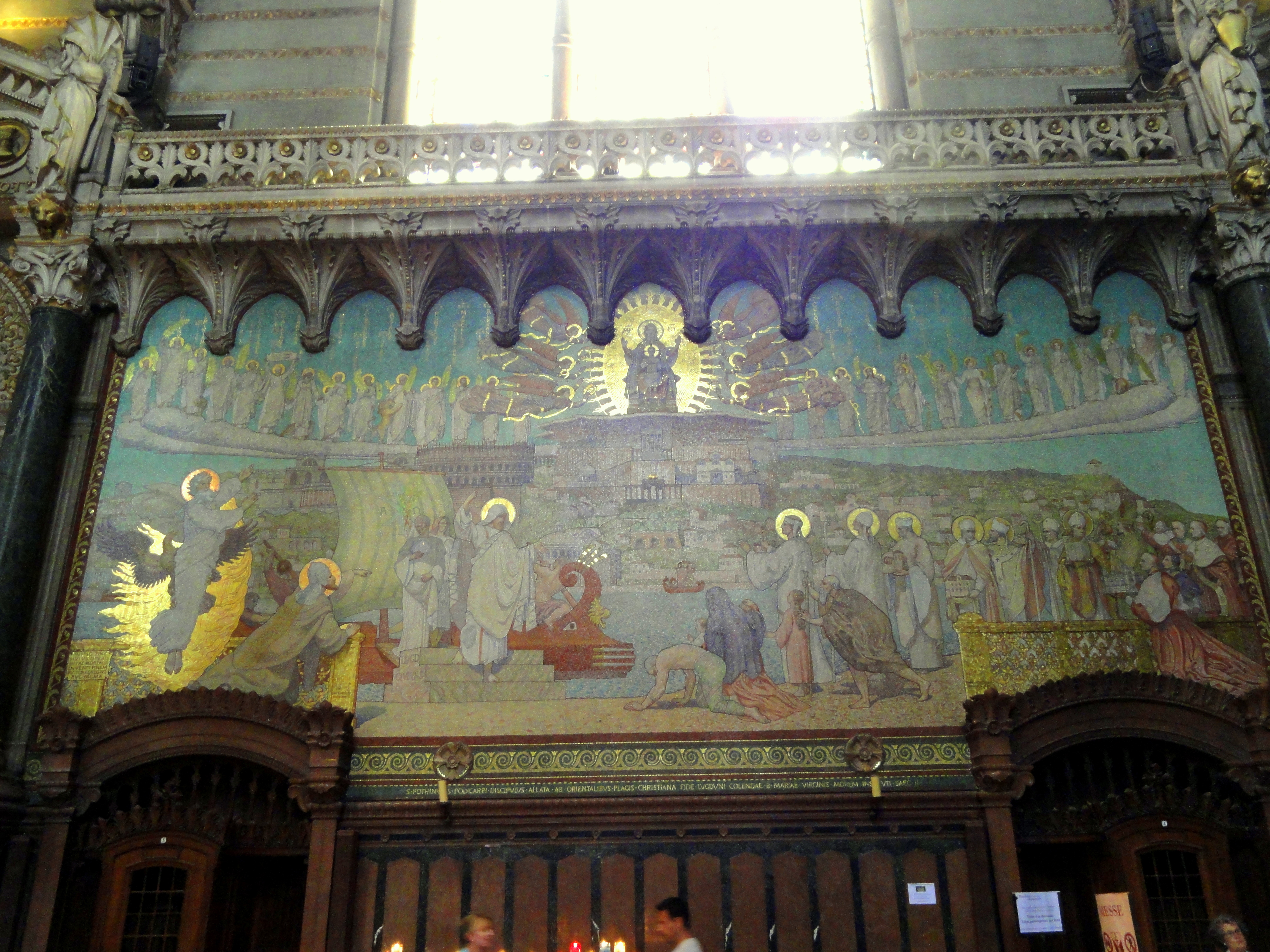
Mosaïque du XIXe siècle dans la basilique de Fourvière : à gauche, Polycarpe, disciple de Jean, assiste à l'embarquement de Pothin ; en décor de fond, Lugdunum et son amphithéâtre ; en haut, alignement des 47 martyrs

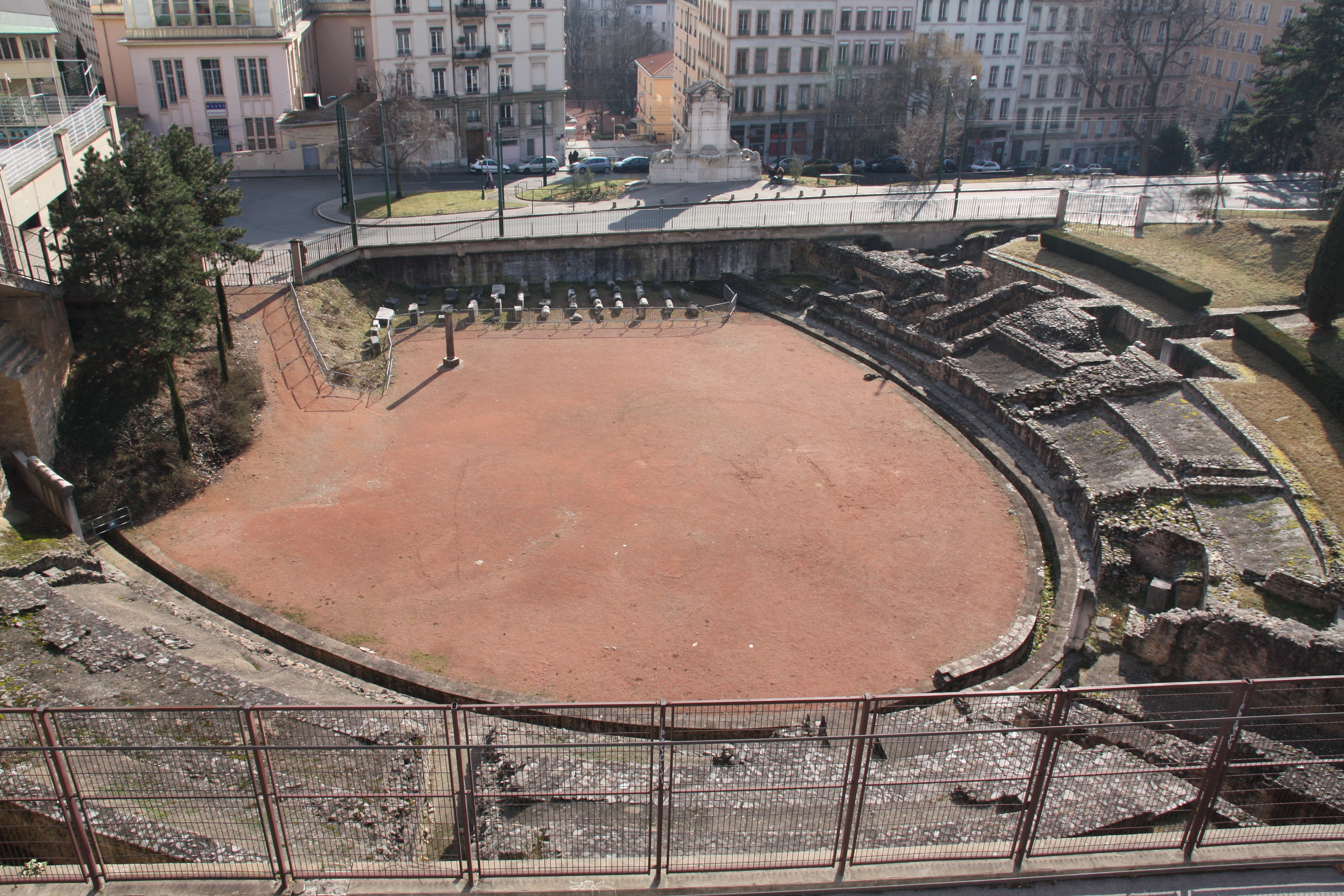
Amphithéâtre des Trois Gaules. Le poteau dans l'arène est un mémorial aux personnes tuées pendant cette persécution.

Selon la lettre transcrite par Eusèbe, Polycarpe, évêque de Smyrne en Phrygie envoie en Gaule un groupe dirigé par Pothin et quelques compagnons, avec mission d’y développer l’implantation du christianisme.
Le chapitre I du Ve livre de l’Histoire ecclésiastique débute par l’évocation d'incidents dans les lieux publics mettant en cause les chrétiens :

«… on ne nous a pas seulement chassés des maisons, des bains, de la place publique, mais encore on nous a interdit de paraître en quelque lieu que ce fût »
« Les sévices innombrables que leur infligeait la foule entière, ils (les martyrs) les supportèrent généreusement : ils furent insultés, frappés, traînés par terre, pillés, lapidés, emprisonnés ensemble ; on leur fit subir tout ce qu'une multitude déchaînée a coutume de faire contre des adversaires et des ennemis »
« Ensuite, ils furent amenés au forum par le tribun et les magistrats préposés à la ville ; interrogés devant tout le peuple, ils firent profession de leur foi ; puis ils furent enfermés dans la prison jusqu'à l'arrivée du légat. »
Lors de la comparution devant le légat de la province, un chrétien non arrêté, Vettius Epagathus se pose en défenseur des inculpés « il réclama d'être lui aussi entendu en faveur des frères, pour montrer qu'il n'y avait chez nous ni athéisme ni impiété ». Convaincu d’être chrétien, il est emprisonné à son tour. La vague d’arrestations se poursuit :

« Chaque jour on arrêtait ceux qui en étaient dignes, pour compléter le nombre des martyrs. Ainsi furent emprisonnés tous les croyants zélés des deux Églises, ceux sur qui principalement reposaient les affaires de nos pays. On arrêta même quelques païens, serviteurs des nôtres, car le gouverneur avait officiellement ordonné de nous rechercher tous. »
Selon la réglementation de Trajan, les chrétiens ne doivent pas être recherchés ; le légat ordonne néanmoins des recherches, car il instruit une affaire de troubles de l’ordre public. La procédure d’enquête ne reçoit les témoignages d’esclaves que sous la torture, les esclaves non convertis chargent donc leurs maîtres des accusations formulées ordinairement contre les chrétiens : cannibalisme, inceste, « et de faire ce qu'il ne nous est pas permis de dire ni même d'imaginer », provoquant l’indignation générale.
« Toute la colère de la foule, aussi bien que celle du gouverneur et des soldats, se concentra sans mesure sur Sanctus, le diacre de Vienne, et sur Maturus, tout nouvellement baptisé mais généreux athlète ; sur Attale, originaire de Pergame, qui avait toujours été la colonne et le soutien de ceux d'ici ; et enfin sur Blandine » mais les trois précités résistent aux tortures, y compris la fragile esclave Blandine.
Seuls une dizaine d’arrêtés renient, malgré cela, ils demeurent emprisonnés et sont questionnés sous la torture pour témoigner contre les chrétiens. Une nommée Bilbis revient sur son reniement et rejoint les martyrs. D’autres revirements de renégats sont mentionnés à plusieurs reprises dans le texte, qui admet néanmoins que tous ne reviennent pas sur leur reniement.
La procédure se prolonge, un certain nombre de prisonniers entassés dans la prison meurent des suites des mauvais traitements et des conditions de détention, et parmi eux Pothin, âgé de plus de quatre-vingt-dix ans. La lettre n’indique pas qu’il ait été torturé, mais durement malmené lors de sa comparution : « Il fut alors emmené et traîné sans pitié ; il souffrit toutes sortes de coups : ceux qui étaient près de lui l'outrageaient de toute manière, des mains et des pieds, sans aucun respect pour son âge ; ceux qui étaient loin lançaient sur lui tout ce que chacun avait sous la main. Il respirait à peine quand il fut jeté dans la prison et, après deux jours, il rendit l'âme. »
Maturus, Sanctus, Blandine et Attale sont torturés et exposés aux fauves dans l’amphithéâtre. Sanctus et Maturus finissent égorgés, tandis que Blandine est dédaignée des bêtes. L’exécution d’Attale est suspendue par le gouverneur, qui a appris sa citoyenneté romaine.
 
« il écrivit à leur sujet à César, puis il attendit sa réponse […]. César répondit qu'il fallait mettre les uns à la torture, mais libérer ceux qui renieraient. ».
L'empereur Marc Aurèle ou ses services impériaux reprennent donc la règlementation de Trajan. Le jugement final coïncide avec ce que l’on peut identifier comme la célébration du culte fédéral de Rome et d’Auguste, rassemblant les représentants des villes gauloises dans le Sanctuaire fédéral des Trois Gaules :
« La fête solennelle du pays - elle est très fréquentée et l'on y vient de toutes les nations – ayant commencé de se tenir, le gouverneur fit avancer les bienheureux au tribunal d'une manière théâtrale, pour les donner en spectacle aux foules.

Il les interrogea donc à nouveau. À ceux qui lui semblèrent posséder le droit de cité romaine, il fit couper la tête ; les autres, il les envoya aux bêtes. »
« Pendant qu'on les interrogeait, un certain Alexandre, Phrygien de race, médecin de profession, établi depuis plusieurs années dans les Gaules, connu de presque tous, - se tenait debout auprès du tribunal et par signes les exhortait à la confession. » Repéré, Alexandre comparaît devant le gouverneur et est exécuté dans l’arène avec Attale. Blandine, accompagnée du jeune Ponticus, est suppliciée la dernière.
« Les corps des martyrs furent donc exposés et laissés en plein air durant six jours ; ensuite, ils furent brûlés et réduits en cendres par les pervers qui les jetèrent dans le fleuve du Rhône ».

## Décompte des victimes

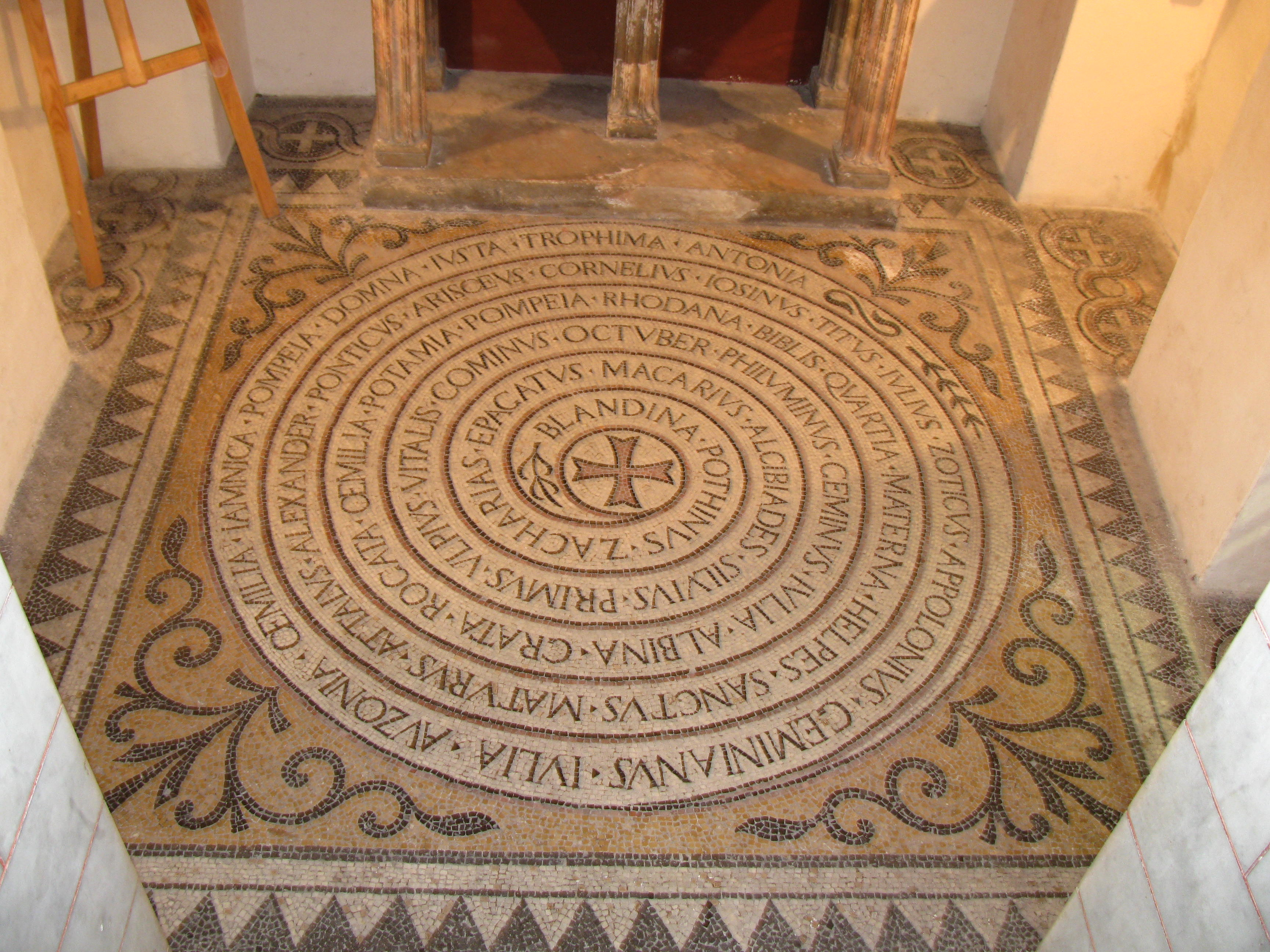
Mosaïque à l'antique donnant le nom des martyrs, selon Grégoire de Tours (Crypte de la chapelle Sainte Blandine, Basilique d'Ainay)

Eusèbe de Césarée ne cite que les principaux noms parmi les victimes, et évoque l’existence à part de son Histoire ecclésiastique d'une liste des martyrs et des survivants. Cette liste fut probablement traduite en latin par Rufin d'Aquilée au début du Ve siècle en même temps que l'Histoire, recopiée dans les martyrologes, et parvint à la connaissance de Grégoire de Tours. Elle a été patiemment reconstituée en 1921 par Dom H. Quentin, par recoupements à partir de différents manuscrits. Elle comporte 48 noms, correspondant à 47 personnes, Vettius étant également nommée Zacharie. Comme l'indique Eusèbe, elle liste ces personnes selon le sort qu'elles ont connu :
- décapités : 22 martyrs, mode d'exécution correspondant à leur qualité de citoyen romain dont onze femmes : Vettius Epaghatus également nommé Zacharie, Macaire, Alcibiade, Silvius, Primus, Ulpius, Vital, Comminus, Octobre, Philomène,  Geminus, Julie, Albine, Grata, Rogata, Émilie, Potamia, Pompée, Rodana, Biblis, Quartia, Materne, Elpis
- mis à mort dans l'arène : six personnes, cinq hommes, deux en juin et quatre en août, Sanctus, Maturus, Attale, Alexandre et Ponticus, et une femme, Blandine
- mort en prison : 18 personnes, dont dix femmes : Pothin, Aristée, Corneille, Zosime, Tite, Jules, Zotique, Apollon, Geminien, Julie, Ausone, Émilie, Jamnique, Pompée, Domna, Juste, Trophime et Antonie

Deux cas sont des exceptions : Vettius Epagathus est compté comme martyr, mais il ne fut pas exécuté, car la lettre parle de lui au présent ce qui indique qu'il vivait lors de sa rédaction. Il fut peut-être épargné en raison de son rang social. Quoique sa qualité de citoyen romain ait été constatée pour Attale lors d'une première exposition dans l'amphithéâtre, il y est renvoyé à la demande de la foule et exécuté.
Une quatrième liste dont le détail n'est pas connu indiquait les survivants, qualifiés par Eusèbe de « confesseurs » et non de martyrs comme les victimes des trois premières listes. Ils ont admis être chrétiens, mais échappent à la mort. Leur sort n'est pas connu, la peine de prison n'existant pas dans le droit romain, ils peuvent aussi bien avoir été relaxés que condamnés aux mines.
L'étude des noms indiqués donne des indications d'origine géographique : la plupart sont des gentilices romains, un ou peut-être trois semblent des noms celtes, et 16 ou 17, soit un tiers, sont des noms grecs. Ces derniers noms peuvent indiquer une origine orientale, mais pas de façon certaine, car la mode était de donner des noms grecs aux esclaves, quelle que soit leur origine, dénominations qu'ils conservaient une fois affranchis.

## Commentaires sur l’origine de la persécution
La thèse de Jean Colin en 1964 situe les événements en Phrygie et non à Lugdunum. Aucun de ses confrères historiens n’a repris cette proposition, et tous admettent que la persécution s’est déroulée à Lyon.
Rien dans le texte cité par Eusèbe ne précise l’origine de cette persécution, ce qui n’a pas empêché diverses propositions.

### Adeptes de Cybèle contre chrétiens?
L'archéologue Amable Audin a attribué l’origine des événements aux adeptes du culte de Cybèle, dont la religion promettait le salut après la mort à ses adeptes et était donc en concurrence avec le christianisme. Les arguments qui soutiennent cette thèse se basent sur une possible coïncidence de calendrier religieux, collision entre célébration chrétienne et célébration d'Attis, fils de Cybèle, et cause d'une exacerbation des tensions religieuses. Pour sa démonstration, Amable Audin déroule à rebours la chronologie des événements à partir du 1er août 177, date connue des célébrations du culte impérial (culte jugé idolâtre par les chrétiens qui refusent de le pratiquer) des Trois Gaules et date d'exécution des derniers condamnés. Supposant des durées pour chaque étape du récit, dont l'aller et retour pour recueillir l'avis des bureaux impériaux, il propose le 30 avril pour l'arrestation de Pothin, en correspondance avec son décès que la tradition place le 2 juin, et situe fin mars 177 les premières arrestations. Or cette période est celle de la commémoration de la mort sanglante d'Attis et de sa renaissance, tandis que la pâque chrétienne tombait le 31 mars en l'année 177. Pour Amable Audin, des heurts entre des adeptes échauffés par ces moments d'exaltations religieuses similaires sont à l'origine des incidents dans les lieux publics rapportés par Eusèbe et de la répression qui suivit. Amable Audin s'avoue tenté d'identifier comme lieu d'emprisonnement des chrétiens les deux salles voûtées récemment découvertes lors de la publication de sa théorie, en faisant le rapprochement avec la stèle funéraire d'un soldat de la XIIIe cohorte urbaine, gardien de prison, retrouvée dans le même secteur.
Les salles voûtées qu'Amable Audin voulait identifier comme une prison sont une partie des sous-sols des grands Thermes de la rue des Farges et servaient de resserre pour le bois de chauffage. Aucun archéologue lyonnais n'a suivi Amable Audin dans son interprétation.
Le culte de Cybèle était effectivement présent à Lyon, et Amable Audin lui a accordé une influence considérable dans ses interprétations sur le sanctuaire de Cybèle. Ses interprétations archéologiques sont aujourd'hui complètement révisées, ce qui affaiblit quelque peu sa thèse. Quoique cette attribution soit souvent citée, elle doit être prise pour ce qu’elle est, c’est-à-dire une reconstruction ingénieuse des événements, qui selon Richard et Pelletier, ne peut être retenue.

### Préjugés populaires?
François Richard et André Pelletier expliquent le déclenchement des événements par la mauvaise réputation dont pâtissaient les chrétiens à l'époque : le mépris des dieux qu'ils professaient pouvait être considéré comme dangereux pour la communauté, et altérer la protection de la pax deorum dont elle bénéficiait. De surcroît, les préjugés classiques au IIe siècle à l'encontre des chrétiens excitèrent la colère de la population, préjugés dont la lettre se fait l'écho en termes détournés - festin de Thyeste, c'est-à-dire cannibalisme, et inceste digne d'Œdipe. Une fois amorcée, l'indignation populaire fit boule de neige.
L'historien Roger Remondon estime quant à lui que l'implantation chrétienne en Gaule était trop marginale pour susciter la haine populaire. Il considère que d'autres causes ont pu intervenir, comme l'hostilité contre les Orientaux, ou des tensions entre religions concurrentes. Il s'agirait dans ce contexte plus d'une persécution sociale que religieuse. Lyon, capitale des Gaules, est alors une ville cosmopolite et le christianisme est une religion d'« immigrés », à peine implantée parmi les Gallo-Romains : bon nombre des fidèles déférés devant le juge portent des noms gréco-orientaux (Attale est né à Pergame, Alexandre est phrygien, le nom d'origine grecque de Pothin semble indiquer une provenance orientale, Irénée est originaire d'Asie). Refusant de participer aux cultes et sacrifices romains, ils ont pu être vus comme participant au déclin économique de l'Empire romain.

### Influence montaniste?
Pour Jacques Lasfargues, directeur du pôle archéologique du Rhône, les seuls préjugés anti-chrétiens ne sont pas une explication suffisante. Pothin et certains de ses compagnons sont originaires de Phrygie, berceau du montanisme, branche extrémiste du christianisme. L’hypothèse d’un prosélytisme provocateur ou d'une recherche du martyre est donc également envisageable grâce à une relecture attentive de la lettre des martyrs de Lyon et de Vienne. Eusèbe de Césarée aborde cette question dans ses citations : la lettre mentionne en effet (et condamne) l’extrême ascétisme d’un des chrétiens avant et après son arrestation, attitude que l’on peut rapprocher du montanisme : « Un certain Alcibiade qui se trouvait parmi eux menait une vie tout à fait misérable, […] il n'usait que de pain et d'eau pour nourriture ; même en prison, il essaya de vivre de la sorte. Attale […] apprit par révélation qu'Alcibiade ne faisait pas bien de ne pas se servir des créatures de Dieu et qu'il donnait aux autres un exemple de scandale. Alcibiade fut convaincu. »
Eusèbe précise plus loin que les martyrs de Lyon ont pris leur distance vis-à-vis de cette fraction « Les disciples de Montan, d'Alcibiade et de Théodote commençaient précisément alors, en Phrygie, à répandre auprès de beaucoup leur conception de la prophétie. […] Comme une dissension existait à leur sujet, les frères de Gaule à leur tour soumettent leur propre jugement sur eux, jugement prudent et tout à fait orthodoxe, et ils produisent différentes lettres des martyrs qui avaient achevé leur course parmi eux ».

## Le développement de la tradition
Après Eusèbe de Césarée, un second auteur, gallo-romain cette fois, évoque les martyrs de Gaule. Bizarrement, ni Sidoine Apollinaire (430-486) pourtant originaire de Lyon, ni Victrice de Rouen ne nomment les martyrs de Lyon dans leur liste de martyrs. Il faut attendre Grégoire de Tours (vers 538 - vers 594) pour les voir cités dans son De gloria martyrum, livre premier des Sept livres des miracles.
Grégoire de Tours présente sa grand-mère comme apparentée à Vettius Epagathus, martyr cité précédemment. Plus sûrement, son grand-oncle n’est autre que l’évêque de Lyon, Nicetius (saint Nizier). Disposant probablement de la traduction latine de la liste des martyrs établie par Eusèbe de Césarée, Grégoire de Tours énumère 48 noms de martyrs, morts en prison ou face aux bêtes, en un lieu qu'il nomme Athanacum, identifié comme Ainay, quartier de Lyon entre le Rhône et la Saône, et à l'époque de Grégoire, un îlot en aval de l'amphithéâtre. Quoique cet emplacement ne soit pas celui de leur mort, la tradition lyonnaise se base sur le texte de Grégoire et associe Ainay aux martyrs. Elle situe à cet emplacement l’échouage des restes des martyrs, jetés dans le fleuve après leur supplice. Toutefois, une autre localisation est indiquée au IXe siècle par l'évêque Adon de Vienne, qui affirme que les cendres des martyrs sont conservées dans l'église des Apôtres, identifiée à l'actuelle église Saint-Nizier. Un colloque tenu à Ainay en 2007 n'a pu choisir entre les deux emplacements pour désigner celui qui abrite ces reliques.

## Le souvenir des martyrs de Lyon

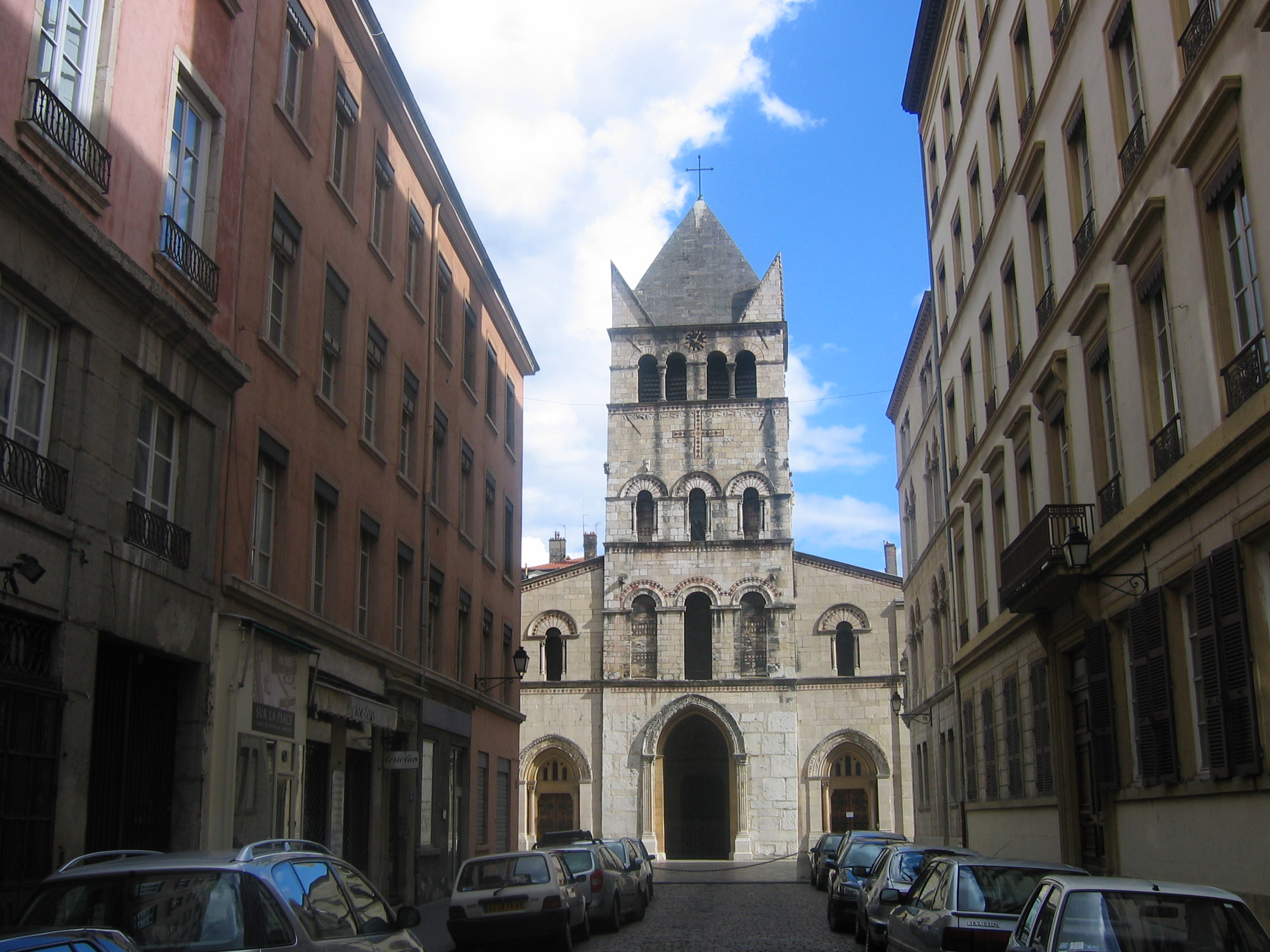
Façade de l'église (basilique) d'Ainay

Cet épisode est retenu comme l’événement fondateur du christianisme de la Gaule romaine. À ce titre, il est souvent le seul événement signalé dans les versions résumées de l’Histoire de France, entre Vercingétorix et les grandes invasions.
Le monument lyonnais le plus ancien commémorant les martyrs de Lyon est la basilique Saint-Martin d'Ainay, église romane du début du XIIe siècle, avec une chapelle dédiée à sainte Blandine, attestée par une mention dans un missel de 1531, mais bâtie sur une crypte plus ancienne. Cette chapelle, devenue une sacristie, a été restaurée en 1844.
Au XVIIe siècle, une religieuse rêva que le cachot de saint Pothin était sous l'ancien hôpital de l'Antiquaille, qu'on croyait être l'emplacement du palais du gouverneur romain, tandis que l'on identifiait comme l'amphithéâtre les vestiges de gradins voisins, en réalité les gradins de l'Odéon. Malgré ces identifications douteuses, une crypte a été aménagée à proximité en 1893 et décorée de mosaïques murales évoquant les martyrs de Lyon,.
D’autres monuments lyonnais construits ou rénovés au XIXe siècle rappellent cette période et les noms des martyrs :

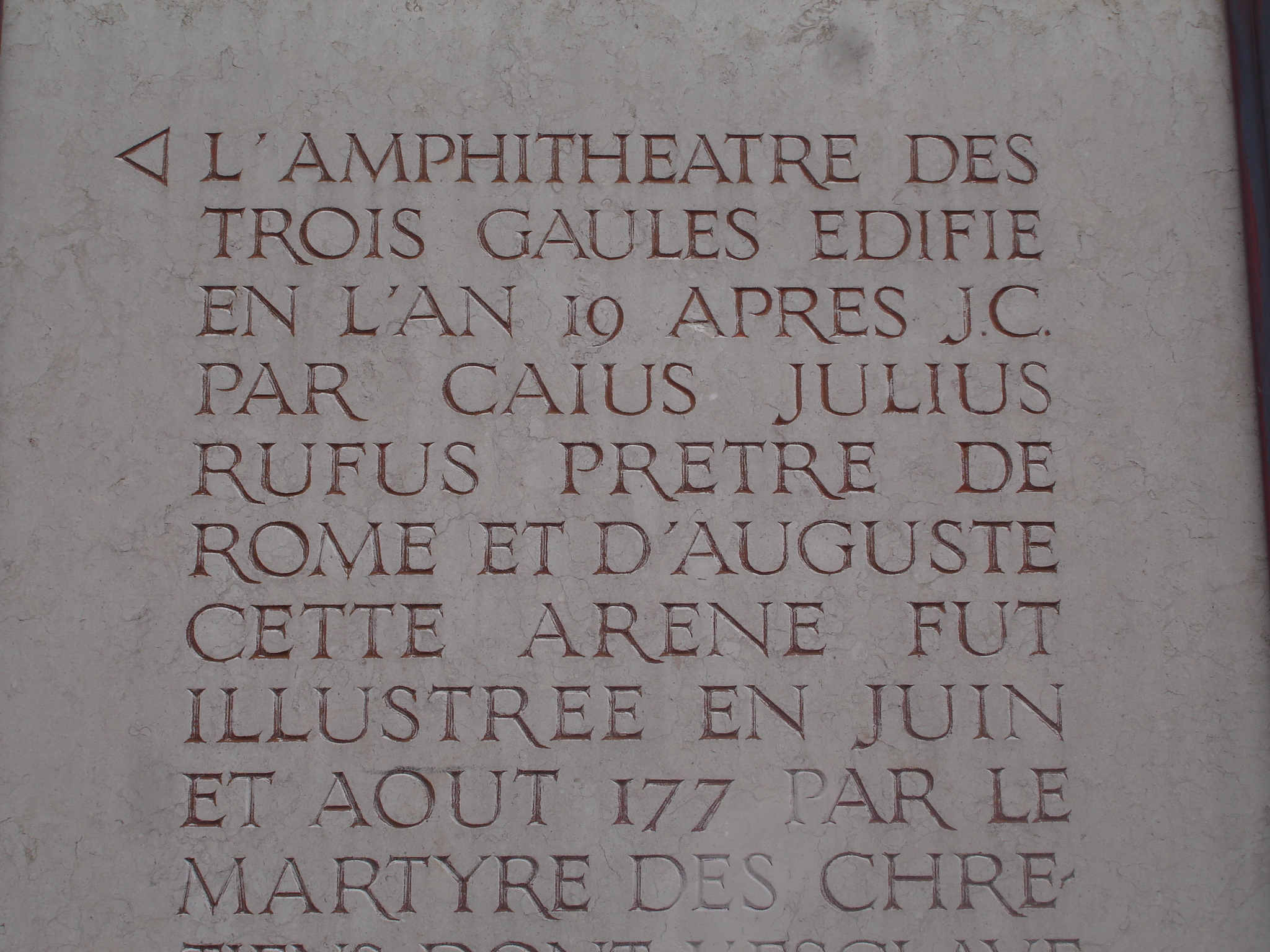
Stèle commémorative, amphithéâtre des Trois Gaules

- L'amphithéâtre des Trois Gaules où a eu lieu le supplice ; il est redécouvert par fouilles successives en 1818-1820, puis en plusieurs campagnes de 1956 à 1978. Un poteau en bois au centre de l'arène y commémore les martyrs de 177. Jean-Paul II s'y est recueilli lors de sa visite à Lyon en 1986.
- Église Saint-Irénée, fondée à la même époque que Saint-Martin d'Ainay, à l'emplacement d'un cimetière gallo-romain. Elle est plusieurs fois transformée et son état actuel date de 1834.
- Église Saint-Polycarpe, ancienne église des Oratoriens devenue en 1791 l'église paroissiale Saint-Polycarpe.
- Église Saint-Pothin, construite entre 1841 et 1843 dans le nouveau quartier des Brotteaux, dans un style de temple romain.
- Église Sainte-Blandine, construite entre 1863 et 1869 au sud de la gare de Perrache, de style néogothique.

Lors du dix-huitième centenaire des martyrs de Lyon, le CNRS a organisé du 20 au 23 septembre 1977 un colloque international à Lyon, dont il a publié les actes.
L'Espace Culturel du Christianisme à Lyon, centre d'interprétation ouvert depuis 2014, propose un parcours de visite qui explique l'histoire des martyrs de Lyon de 177.

## Iconographie
- Les Martyrs de Lyon, vitrail d'André Auclair, co-cathédrale Notre-Dame de l'Annonciation de Bourg-en-Bresse.

#### Auteurs antiques
- Eusèbe de Césarée, Histoire ecclésiastique, Livre V, chapitre I, consultable sur le site de P. Remacle.
- Grégoire de Tours, Sept Livres des miracles, Livre I, 49, consultable sur le site de P. Remacle

#### Auteurs modernes
- Philippe Bobichon, « La plus ancienne littérature martyriale », Histoire de la littérature grecque chrétienne, t. II/5 : De Paul apôtre à Irénée de Lyon, Paris,‎ 2013, p. 619-647.
- André Pelletier, André Blanc, Pierre Broise et Jean Prieur, Histoire et archéologie de la France ancienne, Rhône-Alpes : de l'âge de fer au Haut Moyen-âge, Le Coteau (42120), éditions Horvath, 1988, 261 p. (ISBN 2-7171-0561-1, lire en ligne)
- François Richard et André Pelletier, Lyon et les origines du christianisme en Occident, Lyon, Éditions Lyonnaises d'Art de d'Histoire, 2011, 125 p. (ISBN 978-2-84147-227-7)
- Jean-François Reynaud, François Richard (dir.), L'abbaye d'Ainay, des origines au XIIe siècle : actes du colloque tenu à l'Université catholique, 26-27 janvier 2007, Lyon, Presses universitaires de Lyon, 2008, 302 p.  (ISBN 978-2-7297-0806-1)
- Les martyrs de Lyon (177) : colloque international du Centre national de la recherche scientifique, Lyon, 20-23 septembre 1977, Paris, Éditions du C.N.R.S., coll. « Colloques internationaux du Centre national de la recherche scientifique » (no 575), 1978, 328 p. (ISBN 2-222-02223-1, BNF 34607650)
- Henri Quentin, o.s.b., « La liste des martyrs de Lyon de l'an 177 », Analecta Bollandiana, Bruxelles,‎ 1905, p. 113-138 (ISSN 0003-2468, BNF 34462868)
- Jean Colin, « Martyrs grecs de Lyon ou martyrs galates ? », L'antiquité classique, t. 33, no 1,‎ 1964, p. 108-115. (lire en ligne)
- Robert Turcan, « Cultes païens de Lyon au temps des martyrs (177) », Bulletin de l'Association Guillaume Budé, no 1,‎ mars 1980, p. 19-35 (lire en ligne).